# Cameron Mitchell (actor)
Cameron Mitchell   (Dallastown, 4 de novembre de 1918 - Pacific Palisades, 7 de juliol de 1994) nascut Cameron McDowell Mitzell, va ser un actor estatunidenc.

## Biografia
Es va casar tres vegades, i va tenir quatre fills, entre els quals: Chip Mitchell, Camille Mitchell.
Tot servint a la US Air Force, com a membre de tripulació d'un bombarder, durant la Segona Guerra Mundial, fa aparicions als escenaris de Broadway, després a la televisió, a partir de 1940. Fa el seu inici en el cinema el 1945 a What next, caporal Hargrove? . Després interpreta prop de 230 papers, tant per al cinema (How to Marry a Millionaire, House of Bamboo), com per a la televisió (Bonanza, Missió Impossible, El Gran Chaparral).
Mitchell va morir de càncer de pulmó el 6 de juliol de 1994 a Pacific Palisades, Califòrnia, als 75 anys. Està enterrat al Desert Memorial Park a Cathedral City, Califòrnia.

## Filmografia

### Cinema[4]
- 1945 They Were Expendable, de John Ford i Robert Montgomery: Enseigne George Cross
- 1947 High Barbaree, de Jack Conway: Tinent Joe Moore
- 1947 Cass Timberlane, de George Sidney: Eino Roskinen
- 1948 Homecoming, de Mervyn LeRoy: 'Monk' Monkevickz
- 1948 Command Decision, de Sam Wood
- 1951 Lluita a mort (Man in the Saddle), d'André De Toth: George Virk
- 1951 La mort d'un viatjant (Death of a Salesman), de Laslo Benedek: Happy Loman
- 1952 Les Misérables, de Lewis Milestone: Marius
- 1953 Powder River: Micht Hardin
- 1953 La túnica sagrada (The Robe), de Henry Koster: veu
- 1953 Man on a Tightrope d'Elia Kazan
- 1953 How to Marry a Millionaire, de Jean Negulesco: Tom Brookman
- 1954 Hell and High Water, de Samuel Fuller: "Ski" Broski: operador sonar
- 1954 Garden of Evil, de Henry Hathaway: Luke Daly
- 1954 Désirée, de Henry Koster: Joseph Bonaparte
- 1954 Gorilla at Large de Harmon Jones
- 1955 Estima'm o deixa'm (Love Me or Leave Me), de Charles Vidor: Johnny Alderman
- 1955 House of Bamboo, de Samuel Fuller: Griff
- 1955 Els implacables (The Tall Men), de Raoul Walsh: Clint Allison
- 1955 Una estranya a la ciutat (Strange Lady in Town), de Mervyn LeRoy: tinent David Garth
- 1956 Tension at Table Rock: Xèrif Fred Miller
- 1956 Carousel, de Henry King: Jigger Craigin
- 1957: "No Down Payment", de Martin Ritt
- 1957 Escapade in Japan, d'Arthur Lubin: Dick Saunders
- 1957 Víctima de la droga (Monkey on My Back), d'André De Toth: Barney Ross
- 1961 L'ultimo dei Vikinghi, de Giacomo Gentilomo: Harald
- 1961 Gli invasori, de Mario Bava: Eron
- 1964 Minnesota Clay de Sergio Corbucci: Minnesota Clay
- 1965 Ride in the Whirlwind, de Monte Hellman: Vern
- 1966 I coltelli del vendicatore, de Mario Bava: Rurik/Helmut
- 1967 Hombre, de Martin Ritt: Franck Braden
- 1970 The Rebel Rousers, de Martin B. Cohen: Paul Collier
- 1972 The Big Game, de Robert Day: Bruno Carstens
- 1972 Buck i el predicador (Buck and the Preacher): Deshay
- 1974 L'home de mitjanit (The Midnight Man): Quartz
- 1978 L'eixam (The Swarm), d'Irwin Allen: General Thompson
- 1979 Supersonic Man, de Joan Piquer i Simón: Dr. Gulik
- 1980 The Silent Scream
- 1980 Without Warning, de Greydon Clark: el pare
- 1982 El meu any preferit (My Favorite Year), de Richard Benjamin: Karl Rojeck
- 1987 From a Whisper to a Scream, de Jeff Burr: sergent Gallen
- 1988 Space Mutiny de David Winters i Neal Sundstrom
- 1990 Crossing the Line de Gary Graver
- 1993 Trapped Alive de Leszek Burzynski
- 1995 Jack-O de Steve Latshaw